# Джузеппе Віані
Джузеппе Віані (італ. Giuseppe Viani, нар. 13 вересня 1909, Тревізо — пом. 6 січня 1969, Феррара) — італійський футболіст, що грав на позиції півзахисника. По завершенні ігрової кар'єри — футбольний тренер.
Виступав, зокрема, за «Амброзіану», з якою ставав чемпіоном Італії, та «Лаціо».
Тренував національну збірну Італії та низку італійських клубних команд, зокрема «Мілан», з яким тричі вигравав Серію A. 

## Ігрова кар'єра
У футболі дебютував 1924 року виступами за команду клубу «Олімпія» (Тревізо), а за два роки приєднався до основного клубу рідного міста, «Тревізо», кольори якого захищав до 1928.
Своєю грою за цю команду привернув увагу представників тренерського штабу міланської «Амброзіани», до складу якої приєднався 1928 року. Відіграв за міланську команду наступні шість сезонів своєї ігрової кар'єри. Більшість часу, проведеного у складі «Амброзіани», був основним гравцем команди, виграв у її складі перший сезон новоствореної Серії A.
1934 року уклав контракт з клубом «Лаціо», у складі якого провів наступні чотири роки своєї кар'єри гравця.  Граючи у складі «Лаціо» також здебільшого виходив на поле в основному складі команди.
Згодом з 1938 по 1941 рік грав у складі команд клубів «Ліворно», «Ювентус» та «Сіракуза».
Завершив ігрову кар'єру у клубі «Салернітана», за команду якого виступав протягом 1941—1943 років.

## Кар'єра тренера
Розпочав тренерську кар'єру, ще продовжуючи грати на полі, 1940 року, ставши граючим тренером «Сіракузи». В своєму наступному клубі «Салернітана» (1941-1943) також суміщав ігру на полі з тренерською роботою.
Надалі очолював команди клубів «Беневенто» та «Салернітана», не зміг завадити вильоту останньої команди з вищого дивізіону італійського футболу за результатами сезону 1947–1948, після чого залишив клуб. Наступний сезон провів на чолі іншого аутсайдера Серії A «Луккезе-Лібертас», з яким зміг посісти досить пристойне 9-е місце у підсумковій турнірній таблиці.
1949 року очолив тренерський штаб «Палермо», з яким двічі фінішував у середині таблиці італійського вищого дивізіону. 1951 року прийняв столичну «Рому», яка попереднього сезону уперше в своїй історії вибула до Серії B. Віані у першому ж сезоні виконав завдання по поверненню «вовків» до елітного дивізіону, де, втім, з ними вже працював його наступник Маріо Варльєн. 
Віані ж 1952 року очолив «Болонью», яка до його приходу ледь не втратила місце в Серії A, а під його керівництвом суттєво покращила результати в чемпіонаті, протягом наступних чотирьох років незмінно опиняючись у верхній частині турнірної таблиці (найвище — 4-е місце в сезоні 1954–1955). 
Проте по-справжньому Віані-тренер втрутився у боротьбу за італійське чемпіонство зі своїм наступним клубом, «Міланом», який на той час був однією з найсильніших італійських команд. Прийнявши «россонері» у 1956 році, у першому ж сезоні здобув свій перший тренерський «скудетто». Згодом повторив цей успіх з міланським клубом ще двічі, в сезонах 1958-59 та 1961-62. Працював з «Міланом» десять сезонів (1956-1965), спочатку одноосібно, а починаючи з 1958 року в тандемі з низкою інших спеціалістів. Протягом цього періоду залучався до підготовки італійських збірних, у 1958 входив до тренерського комітету національної збірної Італії, а частину 1960 року одноосібно очолював головну збірну країни. Того ж 1960 року з олімпійською збірною посів четверте місце на домашніх Олімпійських іграх у Римі.
У другій половині 1960-х працював з командами клубів «Дженоа», «Болонья» та «Удінезе», з жодною з яких особливих успхів не досягнувши.
Помер 6 січня 1969 року на 60-му році життя у місті Феррара.

## Титули і досягнення

### Як гравця
- Чемпіон Італії (1):

«Амброзіана»:  1929-30

### Як тренера
- Чемпіон Італії (3):

«Мілан»:  1956-57, 1958-59, 1961-62